# Příbram na Moravě
Příbram na Moravě (in tedesco Pschibram) è un comune della Repubblica Ceca facente parte del distretto di Brno-venkov, in Moravia Meridionale.